# 伊萬基夫齊 (克列梅涅茨區)
49°58′55″N 25°50′45″E / 49.98194°N 25.84583°E
伊萬基夫齊（烏克蘭語：Іванківці），是烏克蘭的村落，位於該國西部捷爾諾波爾州，由克列梅涅茨區負責管轄，距離皮德蓋齊1公里，始建於1434年，面積2.64平方公里，2001年人口388。